# Hans Ostermann

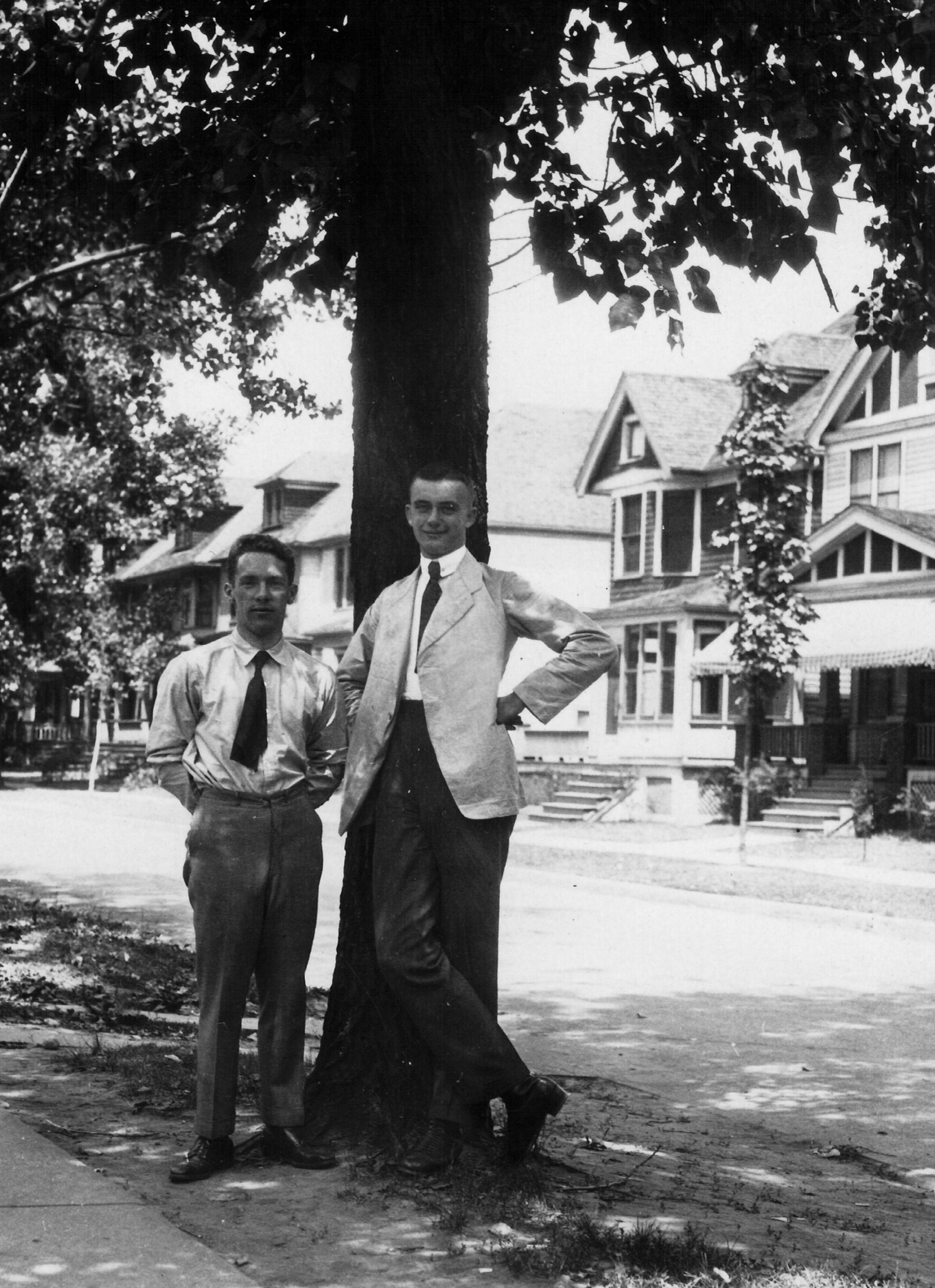
Hans Ostermann (links) mit Heinrich Bartmann 1924 in Detroit, Seminole Ave 5705

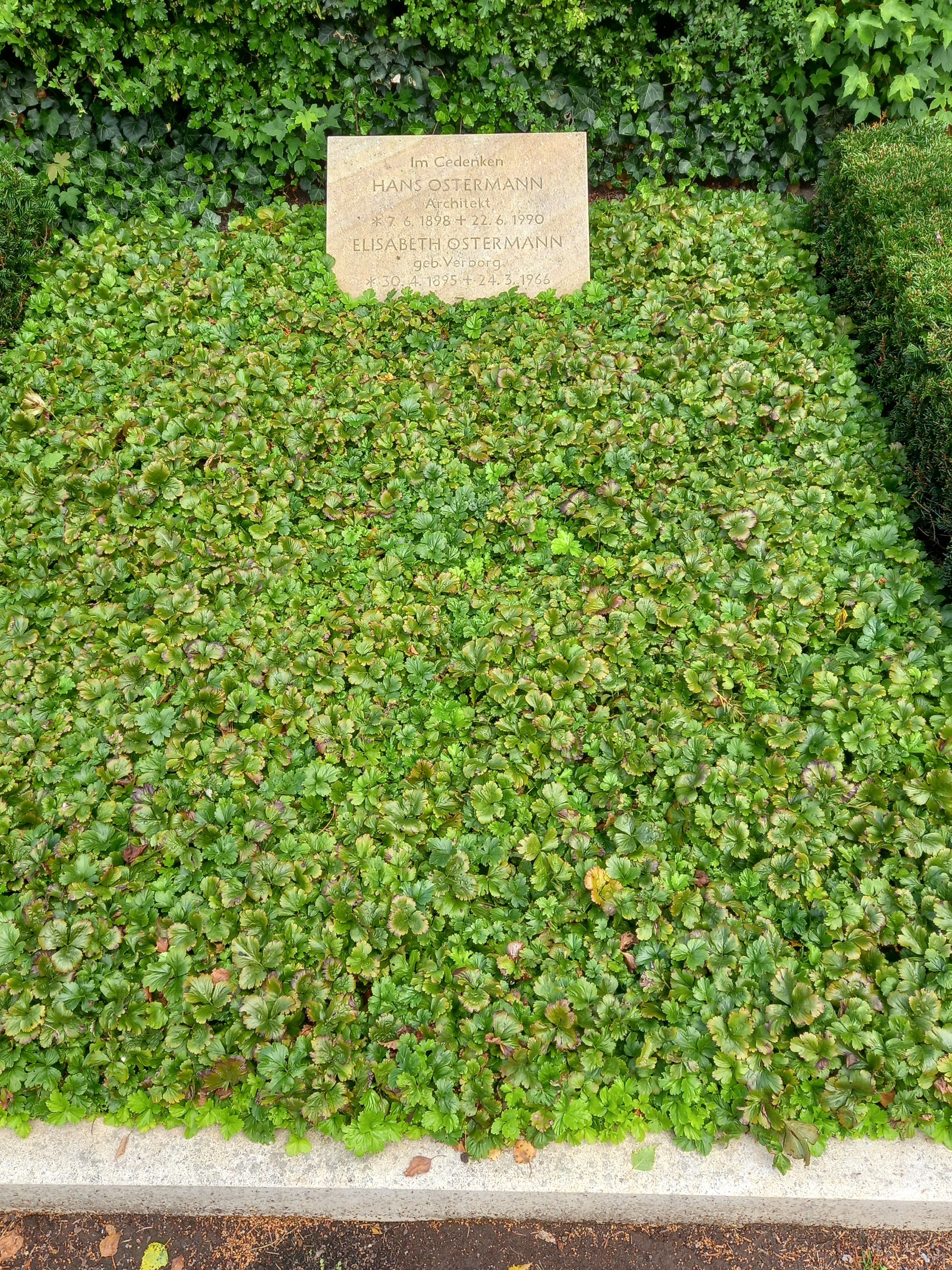
Das Grab von Hans Ostermann und seiner Ehefrau Elisabeth geborene Vieborg auf dem neuen Mauritz-Friedhof in Münster

Hans Ostermann (* 7. Juni 1898 in Iserlohn; † 22. Juni 1990 in Münster) war ein deutscher Architekt.

## Leben
Nach Schule und Militärdienst im Ersten Weltkrieg begann Hans Ostermann 1919 sein Architekturstudium in Hannover, wechselte 1920 zur Technischen Hochschule Aachen, an der er 1923 die Diplom-Hauptprüfung ablegte. Im Anschluss ging er 1923–1924 nach Detroit. Als Mitarbeiter in einem Architekturbüro konnte er dort in den USA an repräsentativen Wohnbauten mitwirken.
Zurückgekehrt ins heimatliche Münster gründete er 1924 zusammen mit Franz Wethmar und Johannes Nellissen eine Bürogemeinschaft. Später firmierten Ostermann und Wethmar ohne Nellissen. Es entstanden öffentliche Bauten, darunter vielfach Krankenhaus- und Kirchbauten sowie zahlreiche Privathäuser. 1930 wurde Ostermann Mitglied der 1919 gegründeten Künstlergemeinschaft Schanze. 1933 gründete er sein eigenes Büro.
Nach dem Zweiten Weltkrieg beteiligte sich Hans Ostermann maßgeblich am Wiederaufbau des Prinzipalmarktes in Münster. Ab 1946 bis 1952 war er Mitglied im Rat der Stadt Münster (Bauausschuss). Nach seinen Plänen entstanden allein acht Giebelhäuser am Prinzipalmarkt. Zusammen mit Büropartnern (Bernt Droste, Werner Voscort, Meinhard Hallmann) und in Kooperation mit Architekten (u. a. mit Max von Hausen, Ortwin Rave) konnte er vornehmlich in Westfalen während des Wiederaufbaus und der Nachkriegszeit zahlreiche Wohnhäuser, Geschäftshäuser, Banken, Kirchen, Schulbauten, Krankenhäuser, Verwaltungsgebäude und Industriebauten realisieren. Mit seiner konservativen, soliden Handschrift zählte Ostermann zu den wichtigen stadtbildprägenden Architekten in Münster und Westfalen. Vielfach während der Bauprojekte Zusammenarbeit mit Künstlern, u. a. mit Ernst Bahn, Theo Jungglas, Hermann Kissenkoetter, Aloys Röhr. Sein umfangreicher Nachlass befindet sich im Stadtarchiv Münster.

## Werk

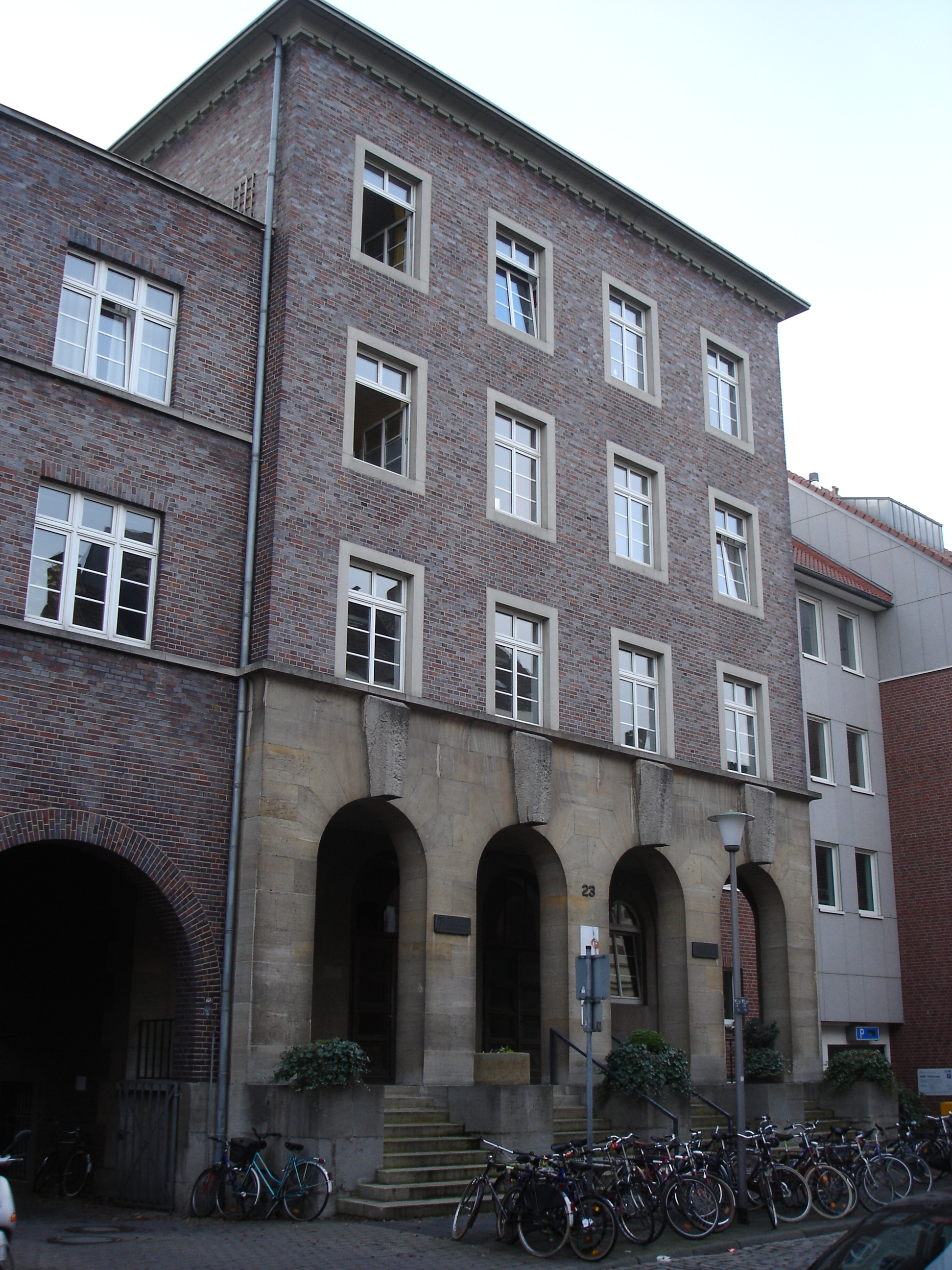
Das Deutsche Studentenheim am Breul

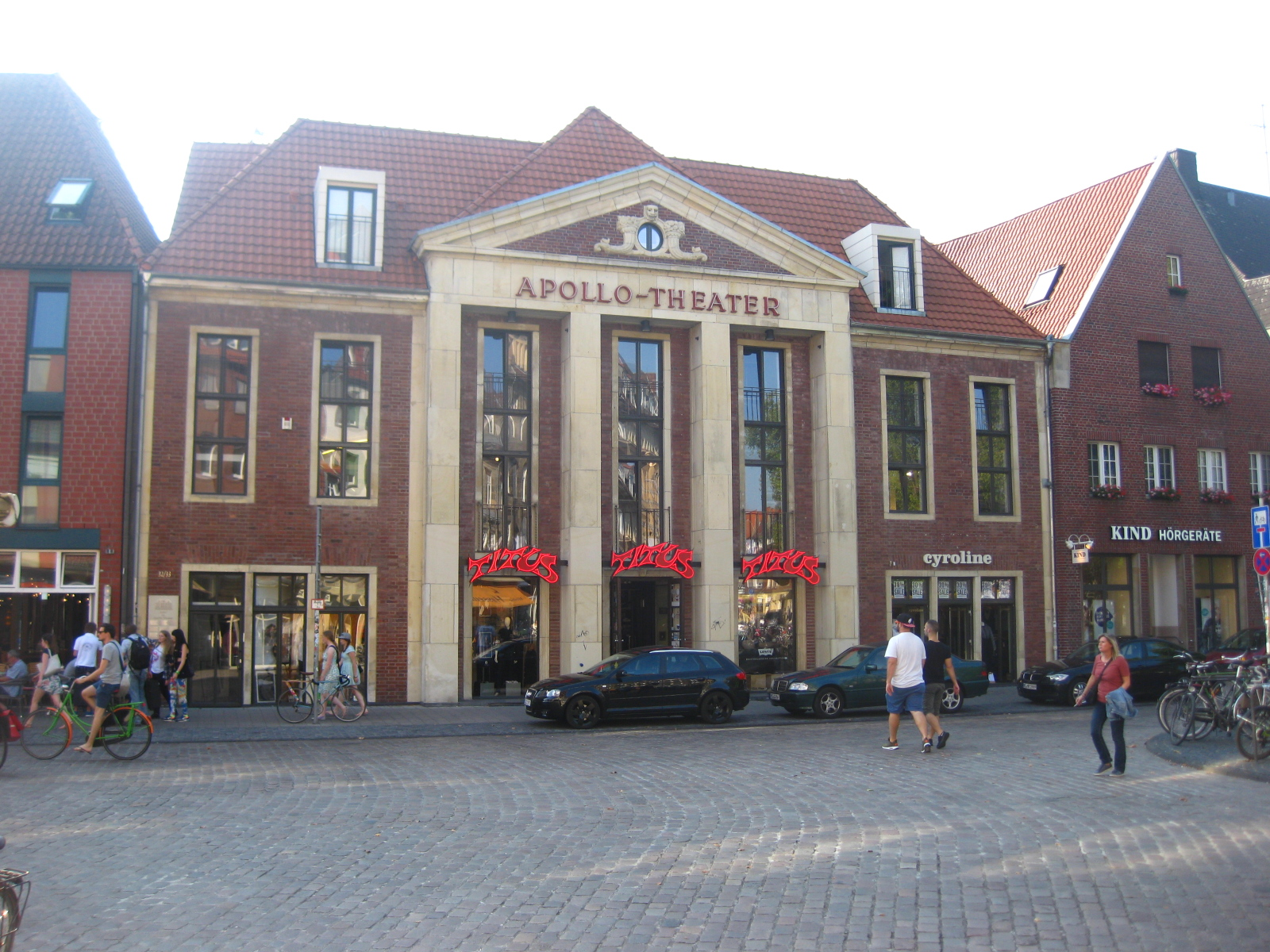
Lichtspielhaus Apollo (Baujahr 1937), heute Ladenlokal Titus, Ludgeriplatz Münster, Foto: 2016

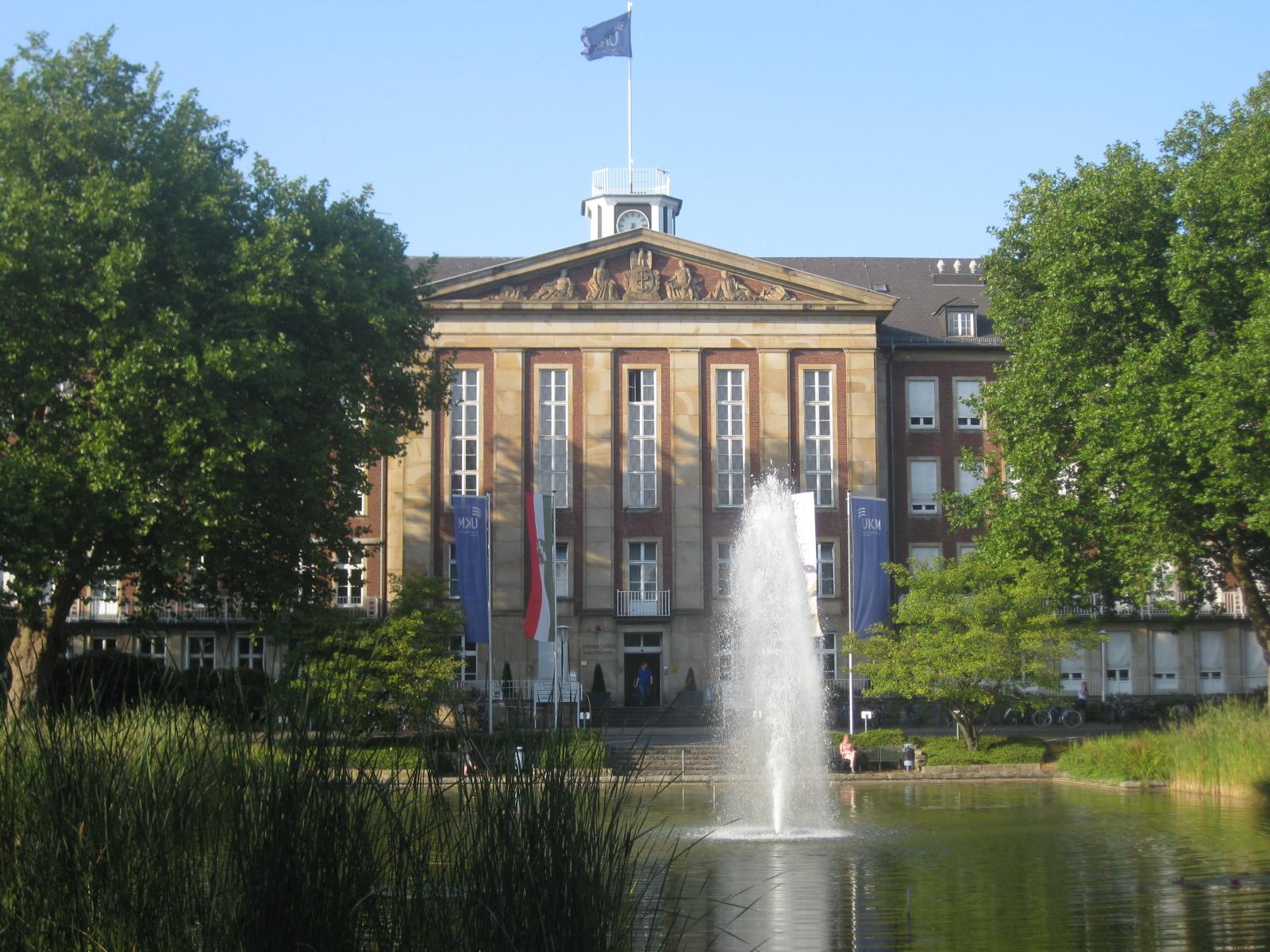
Standortlazarett und heutige Hautklinik Münster (Baujahr 1937), Foto: 2016

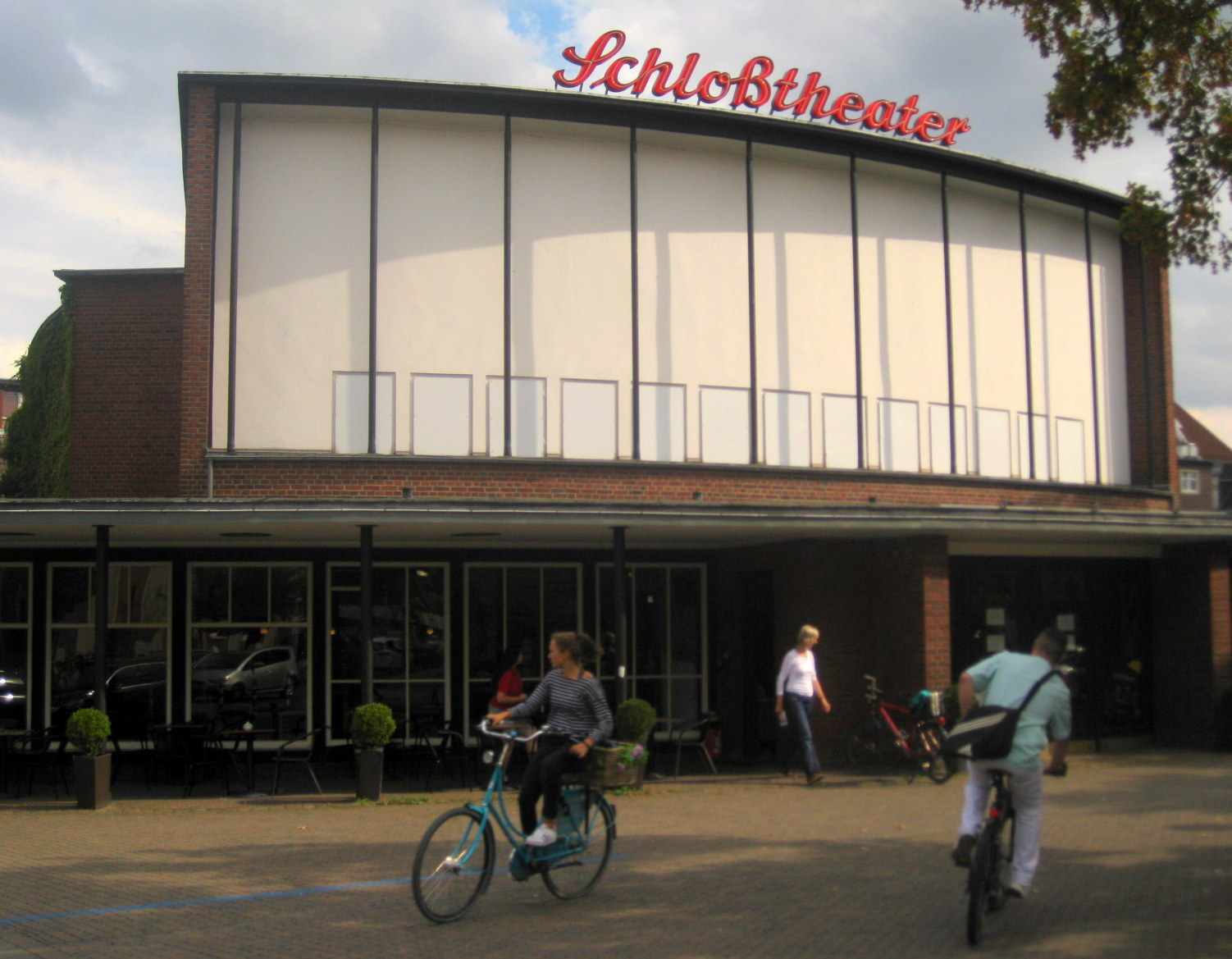
Lichtspielhaus Schlosstheater Kanonierplatz Münster (Baujahr 1953), Foto: 2016

- 1923: Verbesserungsvorschlag zur Gestaltung eines Hochhauses in Detroit[2]

In Partnerschaft mit Franz Wethmar:
- 1927: St.-Elisabeth-Krankenhaus in Herten
- 1927–1929: Deutsches Studentenheim in Münster, Breul 23 (unter Denkmalschutz)
- 1928: Städtisches Krankenhaus in Attendorn
- 1928–1930: Isoliergebäude der Kinderheilstätte in Nordkirchen
- 1929: Wohnhaus Kratz in Münster, Wüllnerstraße 7 (unter Denkmalschutz)
- 1931/32: St.-Marien-Hospital in Ahaus
- 1932: Wochenendhaus Sentrup-Froning in Münster-Handorf, Avendruper Straße 9 (unter Denkmalschutz)
- 1932: Kapelle Collegium Borromäum in Münster

Im eigenen Büro ab 1934:
- 1935–1938: Standortlazarett Münster, Von-Esmarch-Straße 56–58 (unter Denkmalschutz, heute Universitäts-Hautklinik)
- 1937: Kino Apollo-Theater in Münster, Königsstraße 32/33
- 1937: Wohnhaus Hermann Kissenkoetter in Münster-Angelmodde, Twenhövenweg 40 (unter Denkmalschutz)
- 1937: Wohnhaus Drüen in Münster, Eugen-Müller-Straße 14
- 1937–1938: Kirche St. Konrad in Münster, Mondstraße 61 (unter Denkmalschutz)
- 1939: Wohnhaus Ostermann in Münster, Kapitelstraße 30 (unter Denkmalschutz)
- 1939: Rathaus in Emsdetten

Nach 1945:
- 1945: Wohnhaus I. in Dorsten
- 1949 St.-Martini-Kirche in Wesel (zusammen mit Merl, Wesel)
- 1949/50 St. Wendelin in Greven-Bockholt[3][4][5]
- 1945–1952: Wiederaufbau der Giebelhäuser (Nr. 20, 21, 26, 34, 35, 45, 46) am Prinzipalmarkt in Münster
- 1948–1959: Wiederaufbau der St.-Lamberti-Kirche in Münster
- 1952/53: Lichtspielhaus "Schlosstheater" in Münster, Melcherstraße 81 (unter Denkmalschutz)
- 1952: Wettbewerbsentwurf für das Stadttheater Münster
- 1953: Heilig-Geist-Kirche in Recklinghausen-Suderwich
- 1953–1954: Bank für Gemeinwirtschaft in Münster, Roggenmarkt 14
- 1954: Landesbank in Dortmund
- 1955: Wohn-Hochhaus in Münster, Warendorfer Straße
- 1955: Ratsgymnasium in Münster, Bohlweg

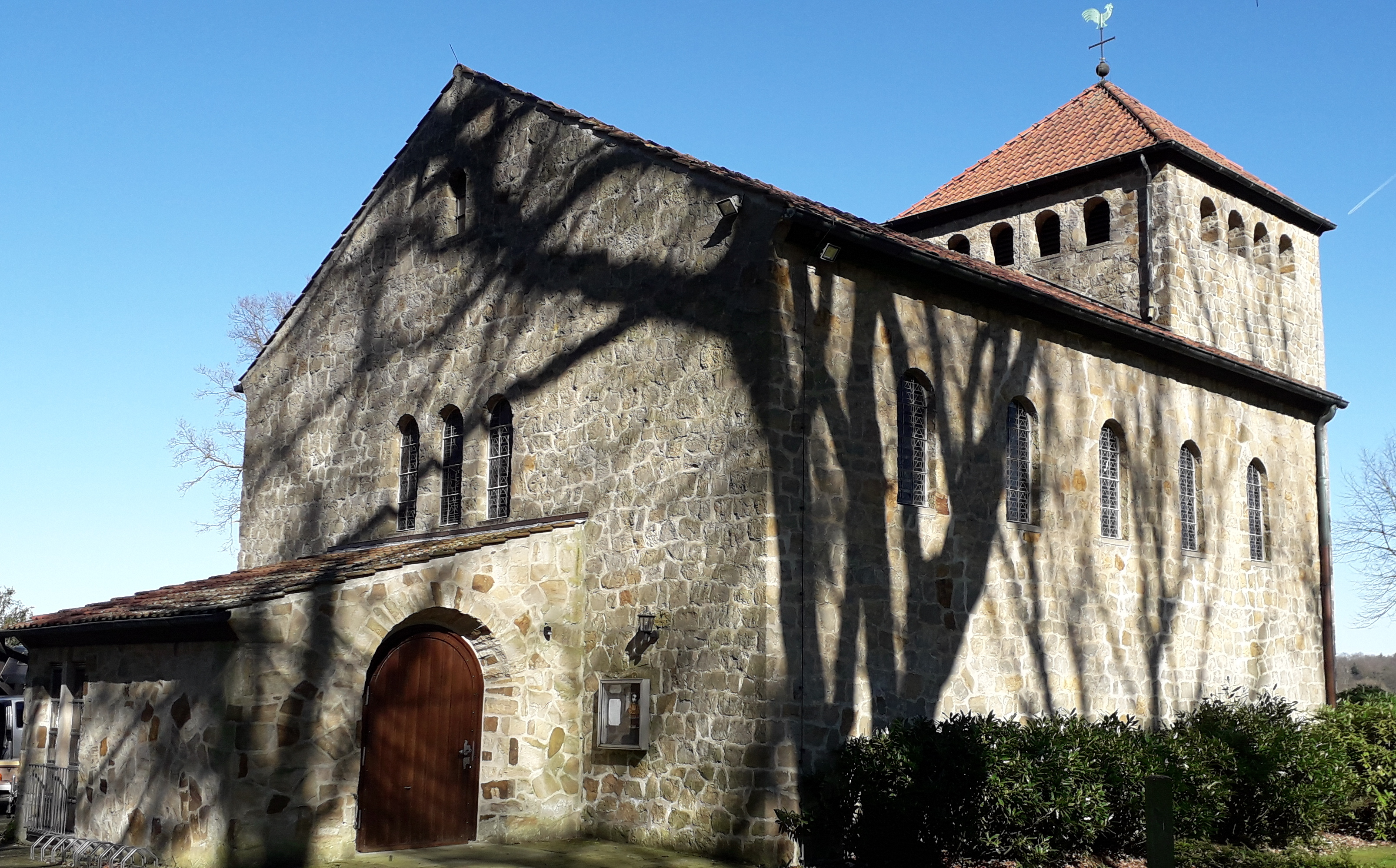
Kath. Kirche St. Wendelin in Greven-Bockholt (Bauernschaft am Dortmund-Ems Kanal), erbaut 1949–1950, Foto: 2020

- Kath. Kirche St. Wendelin in Greven-Bockholt (Bauernschaft am Dortmund-Ems Kanal), erbaut 1949–1950, Foto: 20201956/57 Herz-Marien-Kirche Wesel-Flüren (heute St. Marien)
- 1971/72 Erweiterung der St.-Marien-Kirche Wesel-Flüren um ein Querhaus und Chor, Glockenturm und Alltagskapelle

In Partnerschaft mit Bernt Droste:
- 1955: Verwaltungsgebäude der Handwerkskammer in Münster, Bismarckallee 1
- 1956–1967: Franziskushospital in Münster, Hohenzollernring 72
- 1963: katholische Kapelle St. Laurentius in Bremen-Vahr (nach 1990 abgerissen)
- 1966: St.-Josefs-Kirche in Belm (Landkreis Osnabrück)
- 1972–1974: Möbelhaus Rincklake van Endert in Münster, Weseler Straße 253
- 1974–1976: Wohn- und Geschäftshaus für Elisabeth zur Aa in Münster, Bergstraße 67 (mit Max von Hausen, Ortwin Rave)
- 1976–1977: katholische Kirche St. Marien in Münster-Sprakel
- 1976–1977: katholische Kirche St. Johannis in Hamburg-Steilshoop